# 錢喜起
钱喜起（1610年—1693年），字赓明，號武山，浙江仁和縣籍，南直隶凤阳府泗州人。明末政治人物。

## 生平
喜起幼好学，天啓四年（1624年）甲子科浙江乡试举人，崇祯十三年（1640年）庚辰科進士，礼部观政，授工部屯田司主事，视长芦盐政，号称廉辨。出为江西南昌府知府，丁母艰，戴星归里。流寇内讧，闻崇祯之变，一恸而绝。弟肃起救之，得甦。构一小楼，坐卧其间者三十六年。年八十四而卒。与钱朝彦（崇祯十年进士）合称「武林二钱」。

## 著作
有《家居筆記》《南曹疏稿》《年譜》等。

## 家族
祖钱立，嘉靖乙丑进士，官广西按察司副使。嗣父钱养廉，万历己丑进士，官吏部员外郎，特赠光禄寺少卿。生父钱养度，号如卓，钱立季子。万历三十四年丙午举于南京，授江西永丰令。迁秋曹主政，遂告归。